# Nationalstraße 2 (Ruanda)

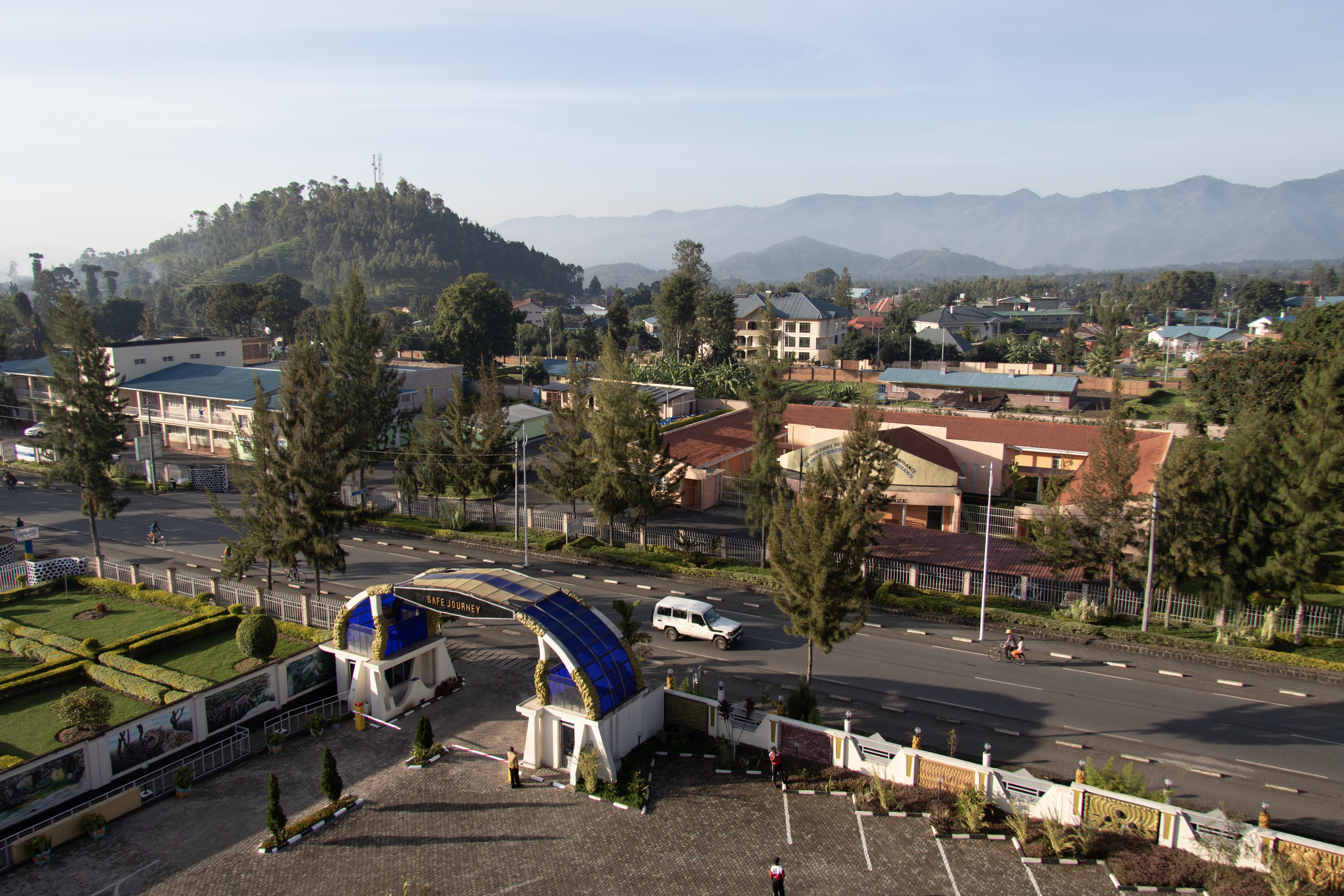
Nationalstraße 2 in Ruhengeri

Die Nationalstraße 2 (englisch National Road 2, französisch Route nationale 2) ist eine vollständig asphaltierte Nationalstraße in Ruanda. Sie hat eine Gesamtlänge von 150,0 Kilometern und führt von der Nationalstraße 1 abgehend von Giticyinyoni westlich der Hauptstadt Kigali aus nach Nordwesten über die Stadt Ruhengeri und von dort weiter nach Südwesten bis Gisenyi und an die Grenze zur Demokratischen Republik Kongo. Sie verläuft dabei durch die Distrikte Nyarugenge, Rulindo, Gakenke, Musanze, Nyabihu und Rubavu.

## Verlauf
Die Nationalstraße gliedert sich in zehn Abschnitte:
1. Giticyinyoni – Kirenge (24,9 km)
2. Kirenge – Base (18,9 km)
3. Base – Gakenke (14,5 km)
4. Gakenke – Kiryi (25,3 km)
5. Kiryi – Kimonyi (9,2 km)
6. Kimonyi – Mukamira (18,1 km)
7. Mukamira – Sashwara (7,1 km)
8. Sashwara – Pfunda (21,3 km)
9. Pfunda – Gisenyi (8,2 km)
10. Gisenyi – Grenze zur Demokratischen Republik Kongo (2,4 km)